# Bączek nowozelandzki
Bączek nowozelandzki (Ixobrychus novaezelandiae; maor. kaoriki) – gatunek średniej wielkości ptaka z rodziny czaplowatych (Ardeidae). Występował na obu głównych wyspach Nowej Zelandii. W 2001 opisano również szczątki subfosylne z Wysp Chatham. Wymarł przed XX wiekiem z nieznanych przyczyn.

## Taksonomia
Po raz pierwszy gatunek opisał Alexander Callender Purdie na łamach Transactions and proceedings of the New Zealand Institute. Holotyp odłowiono w okolicy jeziora Wakatipu na nowozelandzkiej Wyspie Południowej. Autor nadał nowemu gatunkowi nazwę Ardeola Novæ Zelandiæ. Obecnie (2021) Międzynarodowy Komitet Ornitologiczny umieszcza bączka nowozelandzkiego w rodzaju Ixobrychus pod nazwą I. novaezelandiae. Spreparowane okazy przechowywane są w zbiorach w Wellington i Tring. Dwa znane okazy mogą pochodzić z Wyspy Północnej, nie jest znane miejsce ich przechowywania i nie można ustalić z pewnością ich pochodzenia. Wiadomo o 13 okazach, które miały pochodzić z Wyspy Południowej, z czego lokalizacja części z nich jest nieznana.

## Morfologia
Długość ciała wynosiła około 36 cm. Wymiary holotypu (oryginalne podane w calach, z dokładnością do 0,25 cala ≈ 6 mm): długość dzioba (od końcówki do kącika) 7 cm, długość skrzydła 15 cm. Upierzenie po bokach głowy, szyi i w górnej części piersi było rude, jaskrawe. Spód ciała biały, podobnie jak brew i gardło. Wierzch głowy i tył szyi czarne. Grzbiet, kuper i sterówki czarne. Pokrywy skrzydłowe płowe, lotki II rzędu białe, lotki I rzędu czarne. Dziób żółtopomarańczowy, nogi żółtawe.

## Zasięg, ekologia i zachowanie
Dwa okazy odłowione na Wyspie Północnej miały pochodzić z Tauranga i Wanganui. Znane są również subfosylne szczątki odkryte na tej wyspie, odkryte m.in. w okolicy jeziora Poukawa. Okazy na Wyspie Południowej zostały pozyskane w okolicy jezior Kaniere i Akatipu oraz w dystrykcie Westland. Szczątki subfosylne datowane na holocen odkryto także na Wyspach Chatham, co prawdopodobnie wskazuje na niegdysiejsze istnienie tam populacji bączków nowozelandzkich. Najprawdopodobniej ptaki te zamieszkiwały słodkowodne mokradła. Pewnych informacji o zwyczajach bączków nowozelandzkich dostarczył Bullerowi Docherty. Obserwował je w słonych nadbrzeżnych lagunach. Żywiły się małymi rybami lub nasionami nadbrzeżnych roślin, prowadziły samotniczy tryb życia. Jedno jajo, wydobyte z zabitego ptaka, miało być duże. Ptaki gniazdowały na ziemi w zaciemnionych miejscach. Docherty nie miał okazji usłyszeć ich głosu. Jeden ptak obserwowany w niewoli miał podczas spoczynku trzymać głowę wciągniętą, spoczywającą między skrzydłami, zaś zaalarmowany lub podekscytowany wyciągał się w górę. Zaniepokojony obecnością kota miał z siebie wydobyć osobliwe pstrykające zawołanie. W innych sytuacjach zdenerwowania odzywał się głosem podobnym do głosu zimorodków, ale nie tak głośnym.

## Status
IUCN uznaje bączka nowozelandzkiego za gatunek wymarły (EX, Extinct). Pierwszy okaz pozyskano w 1836 w Taurandze; mógł być to zabłąkany ptak. W marcu 1868 dwa okazy odłowiono w okolicy rzeki Kanieri w Westland. Holotyp pochodził sprzed 9 sierpnia 1870. Przyczyny wymarcia nie są znane. Większość wymarłych nowozelandzkich ptaków padła ofiarą wprowadzonych drapieżników i nadmiernego odłowu. Buller obserwował jednego osobnika w niewoli w maju 1871, miał być stosunkowo oswojony.